# Paracytheridea neolongicaudata
Paracytheridea neolongicaudata is een mosselkreeftjessoort uit de familie van de Paracytherideidae. De wetenschappelijke naam van de soort is voor het eerst geldig gepubliceerd in 1966 door Ishizaki.